# Shaykh Rih
Sheikh Rih (tiếng Ả Rập: الشيخ ريح) là một ngôi làng Syria nằm ở phó huyện Salamiyah thuộc huyện Salamiyah, Hama. Theo Cục Thống kê Trung ương Syria (CBS), Sheikh Rih có dân số 1048 trong cuộc điều tra dân số năm 2004.